# Емблема Бутану
Емблема Бутану (дзонґ-ке རྒྱལ་ཡོངས་ལས་རྟགས་, Вайлі: rgyal-yongs las-rtags) знаходиться в колі, де над квіткою лотоса розміщені дві схрещені вгорі, а також обрамлені дорогоцінним камінням Ваджри. По обидві боки від яких розташовані два дракони, чоловік та жінка — які символізують назву країни. Лотос символізує чистоту та цінність суверенної влади. Дорогоцінне каміння означає верховенство народної влади. Ваджри символізують духовні та світські традиції Королівства, які опираються на чотири духовні принципи буддизму Ваджраяни.